# Bet365 Stadion
A bet365 stadion (korábbi nevén Britannia Stadion) labdarúgóstadion, Angliában, Stoke-on-Trent városában.
A stadion 1997. augusztus 30-án nyílt meg, állandó bérlője a 2008 óta ismét élvonalbeli Stoke City. Építési költsége 14,7 millió font volt.
A stadion négy szektora összesen 27 740 néző befogadására alkalmas. Az eddigi rekordnézőszám 28 218 fő volt egy 2002-es Everton FC elleni FA-kupa meccsen.

## A stadion szektorai
| Szektor                                          | Elhelyezkedés | Befogadóképesség |
| ------------------------------------------------ | ------------- | ---------------- |
| Boothen End szponzorálja a Staffordshire Egyetem | Észak         | 6006             |
| Q-railing Stand                                  | Nyugat        | 7357             |
| Seddon Szektor és Családi terület                | Kelet         | 8789             |
| Marston's Pedigree Szektor                       | Dél           | 4996             |

## Egyéb rendezvények
A stadion otthont ad konferenciáknak és bankettingeknek, valamint olyan zenei előadók adtak már itt nyári koncertet, mint Bon Jovi, Bryan Adams, Busted, és Elton John.